# Публий Фурий
Публий Фурий (на латински: Publius Furius) е политик на Римската република през началото на 1 век пр.н.е.
Произлиза от фамилията Фурии. Син е на един освободен роб.
През 100 пр.н.е. той е народен трибун заедно с Квинт Помпей Руф, Луций Порций Катон и Гай Канулей II. Прави се опит за връщането от изгнанието на Квинт Цецилий Метел Нумидийски. Консули тази година са Гай Марий (за 6-и път) и Луций Валерий Флак.